# 鲤𮬢属
鲤𮬢属（学名：Cyprinocirrhites）是䱵科下的一个属。

## 下属物种
本属包括以下物种：
- 鲤𮬢 Cyprinocirrhites polyactis (Bleeker, 1874)，燕尾鹰，长鳍鲤，